# Peabody Award

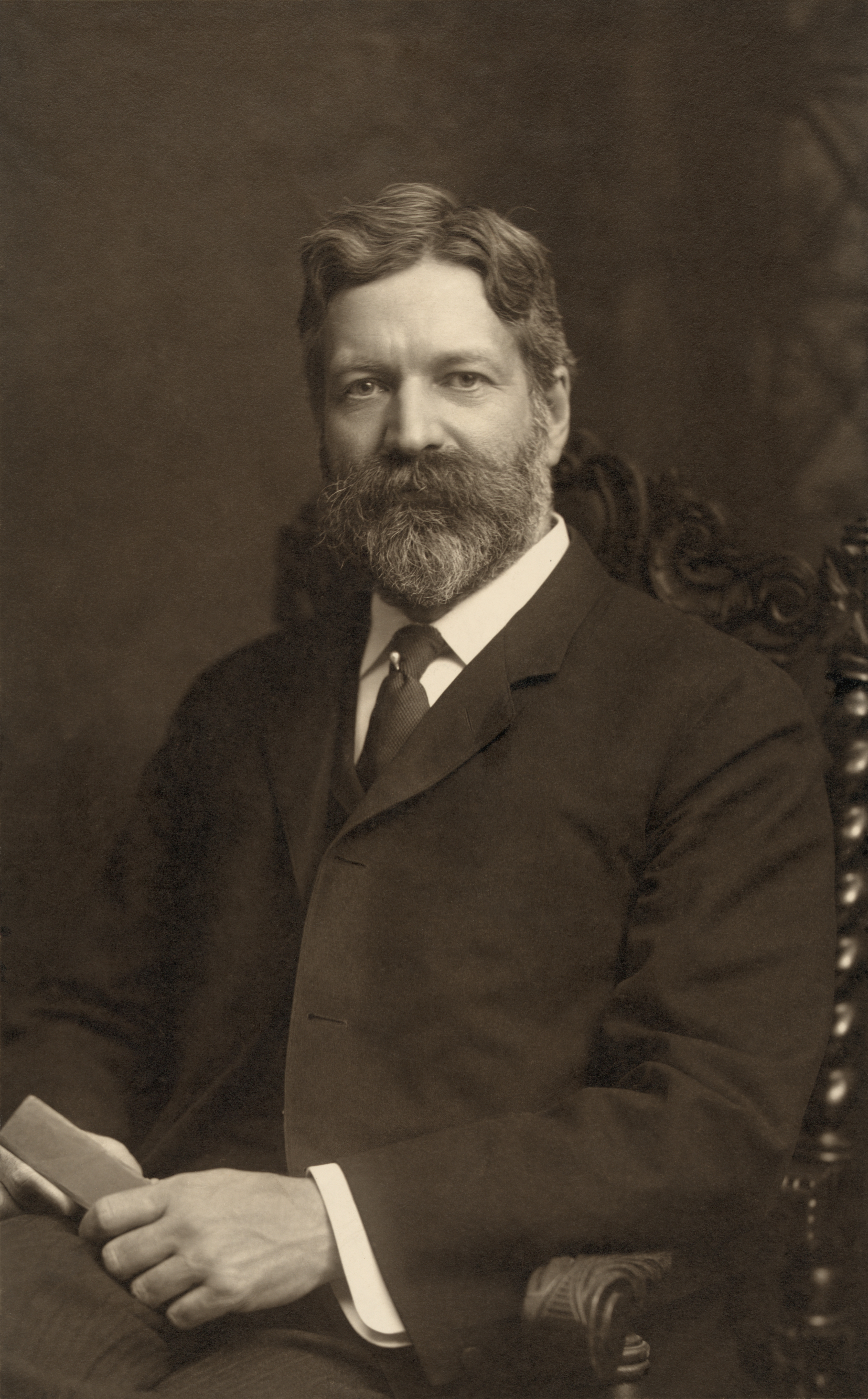
George Peabody

Il George Foster Peabody Award (Premio Peabody) è un premio annuale ed internazionale per eccellenze nelle trasmissioni radiofoniche e televisive.

## Storia
La prima premiazione ebbe luogo nel 1941 per i programmi dell'anno precedente. I Premi Peabody sono tra i più antichi riconoscimenti nei mezzi di comunicazione elettronici.
Lambdin Kay, allora direttore del servizio pubblico per la stazione radiofonica WSB ad Atlanta, è riconosciuto per aver creato il premio, dandogli il nome dell'imprenditore e filantropo George Foster Peabody, la cui fondazione donò i fondi che resero possibile l'istituzione del premio. I premi vengono conferiti dal Henry W. Grady College of Journalism and Mass Communication, college di giornalismo e altri media dell'Università della Georgia.
I Peabody Award onorano la distinzione ed il successo negli Stati Uniti nei settori dei programmi di informazione radiofonica e televisiva, realizzazione di film e documentari televisivi, programmi educativi per adolescenti ed intrattenimento.
I Peabody Award furono originariamente solo per la radio ma, nel 1948, furono introdotti i premi per la televisione. Alla fine degli anni novanta vennero aggiunte nuove categorie per materiale distribuito via Internet. I materiali creati esclusivamente per il rilascio in spettacoli teatrali non sono ammessi.

## Categorie

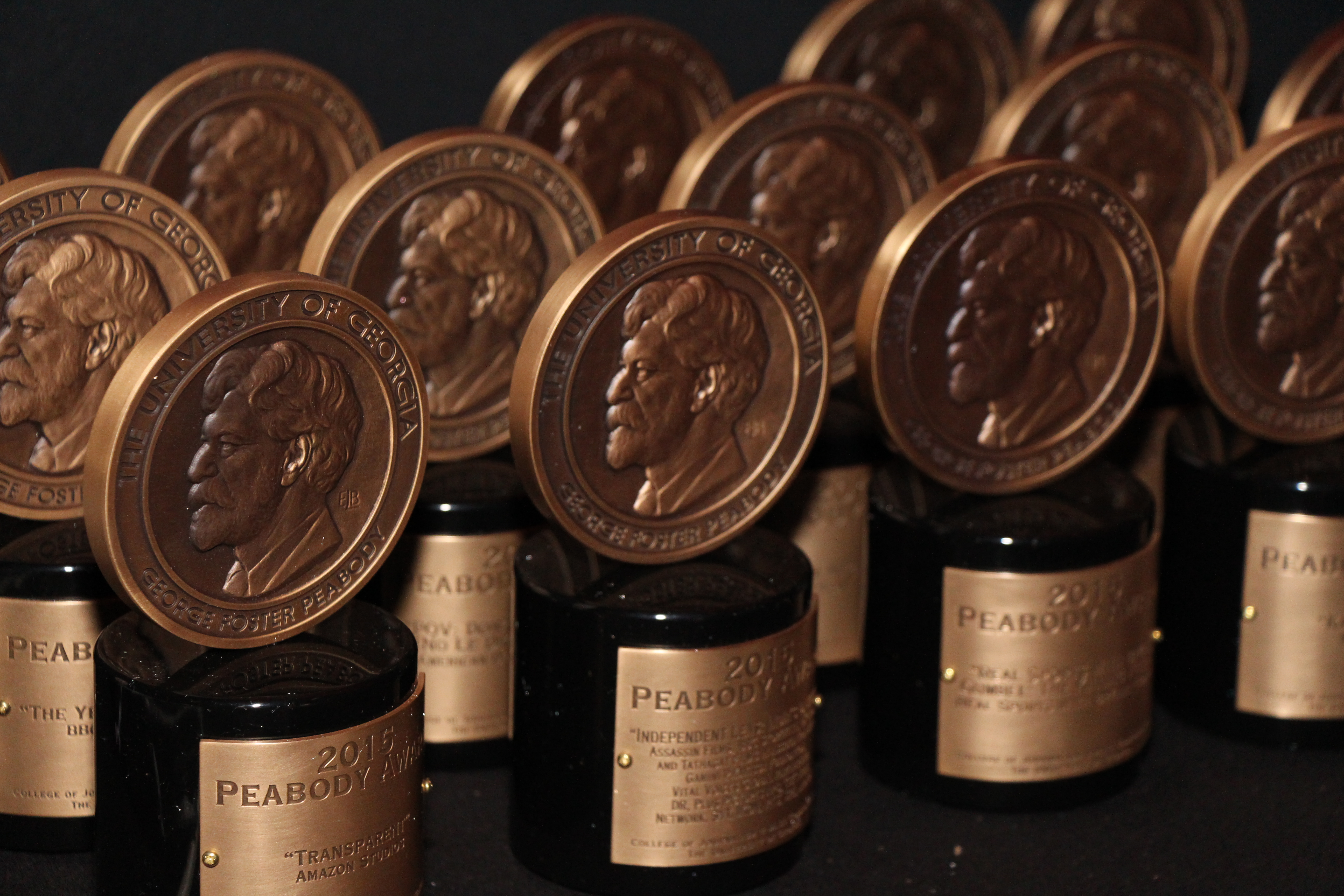
I premi della 75ª edizione (2016)

I programmi premiati sono suddivisi in sette categorie: 
- notizie,
- intrattenimento,
- documentari,
- programmazione per bambini,
- istruzione,
- programmazione interattiva
- servizio pubblico.